# 斯卡基夫卡
49°57′10″N 28°43′22″E / 49.95278°N 28.72278°E
斯卡基夫卡（烏克蘭語：Скаківка），是烏克蘭的村落，位於該國北部日托米爾州，由別爾季切夫區負責管轄，始建於1593年，面積2.09平方公里，海拔高度240米，2001年人口467，人口密度每平方公里223.77人。